# John Best (futbolista)
John Best (Liverpool, 11 de julio de 1940 - Dublín, 5 de octubre de 2014) fue un futbolista estadounidense que jugaba en la demarcación de defensa.

## Biografía
Empezó como futbolista en 1958 con el Liverpool FC, aunque no llegó a disputar ningún partido con el club. Dos años después fichó por el Tranmere Rovers FC, haciendo su debut como futbolista. Tras permanecer un año más en Inglaterra, jugando para el Stockport County FC, se fue a Estados Unidos para jugar en el Philadelphia Ukrainians. Con el club ganó la ASL en 1963 y en 1964. También ganó, en 1963, la Lamar Hunt U.S. Open Cup. Dejó el club en 1967, para jugar en el Philadelphia Spartans, Cleveland Stokers y California Jaguars, para fichar en 1969 por el Dallas Tornado, con el que ganó la North American Soccer League de 1971. Finalmente se retiró como futbolista en 1974 con el Seattle Sounders, equipo al que entrenó desde que se retiró hasta 1976.
Falleció el 5 de octubre de 2014 en Irlanda a los 74 años de edad.

## Selección nacional
Jugó un partido con la selección de fútbol de los Estados Unidos el día 17 de marzo de 1973 contra Bermudas, donde el combinado estadounidense perdió por 4-0 en estadio nacional de las Bermudas.

## Clubes

### Como futbolista
| Club                    | País           | Año         | Partidos | Goles |
| ----------------------- | -------------- | ----------- | -------- | ----- |
| Liverpool FC            | Inglaterra     | 1958 - 1960 | 0        | 0     |
| Tranmere Rovers FC      | Inglaterra     | 1960 - 1961 | 7        | 0     |
| Stockport County FC     | Inglaterra     | 1961 - 1962 | 0        | 0     |
| Philadelphia Ukrainians | Estados Unidos | 1962 - 1967 | ¿?       | ¿?    |
| Philadelphia Spartans   | Estados Unidos | 1967        | 12       | 1     |
| Cleveland Stokers       | Estados Unidos | 1968        | 32       | 0     |
| California Jaguars      | Estados Unidos | 1968 - 1969 | ¿?       | ¿?    |
| Dallas Tornado          | Estados Unidos | 1969 - 1973 | 93       | 0     |
| Seattle Sounders        | Estados Unidos | 1974        | 0        | 0     |

### Como entrenador
| Club             | País           | Año         |
| ---------------- | -------------- | ----------- |
| Seattle Sounders | Estados Unidos | 1974 - 1976 |

## Palmarés

### Campeonatos nacionales
| Título                       | Club                    | País           | Año  |
| ---------------------------- | ----------------------- | -------------- | ---- |
| ASL                          | Philadelphia Ukrainians | Estados Unidos | 1963 |
| ASL                          | Philadelphia Ukrainians | Estados Unidos | 1964 |
| Lamar Hunt U.S. Open Cup     | Philadelphia Ukrainians | Estados Unidos | 1963 |
| North American Soccer League | Dallas Tornado          | Estados Unidos | 1971 |